# Microrégion de Goiânia
La microrégion de Goiânia est l'une des cinq microrégions qui subdivisent le centre de l'État de Goiás au Brésil.
Elle comporte 17 municipalités qui regroupaient 2 180 625 habitants en 2012 pour une superficie totale de 6 825 km2.

## Municipalités[1]
- Abadia de Goiás
- Aparecida de Goiânia
- Aragoiânia
- Bela Vista de Goiás
- Bonfinópolis
- Caldazinha
- Goianápolis
- Goiânia
- Goianira
- Guapó
- Hidrolândia
- Leopoldo de Bulhões
- Nerópolis
- Santo Antônio de Goiás
- Senador Canedo
- Terezópolis de Goiás
- Trindade